# 阿不都海米提·阿不都格尼
阿不都海米提·阿不都格尼（維吾爾語：ئابدۇخەمىت ئابدۇغەنى‎，1998年3月10日—）是一名中国职业足球运动员，他可以客串后卫、边前卫和边锋等多個位置。2024年時效力于中国足球超级联赛俱乐部长春亚泰足球俱乐部。

## 生平
阿不都海米提·阿不都格尼从小就喜欢踢足球，並且參與校园足球比赛。後來他入选新疆宋庆龄足球学校。2015年，他又參加全国青少年足球比赛，並且入选中国国家青年足球队。2017年，阿不都海米提·阿不都格尼被新疆雪豹足球俱乐部选中，代表俱樂部參加中甲比赛，踢了19场，打进4球，成为球队赛季本土第一射手。

## 榮譽

### 俱樂部
江苏足球俱乐部
- 中国足球协会超级联赛: 2020年中国足球超级联赛冠軍[3]